# Lockheed F-104 Starfighter
Lockheed F-104 Starfighter, förkortat F-104, är ett amerikanskt jaktflygplan.

## Historik
Efter introduktionen satte planet en rad rekord i höjd, stighastighet och hastighetsflygning. Starfighter uppges vara det enda flygplan som samtidigt innehaft alla dessa tre rekord. Planet kom också att licenstillverkas av flera andra tillverkare utöver Lockheed. Det togs i tjänst av USA:s flygvapen 1958, men blev på grund av dålig räckvidd och kapacitet utfasat redan 1967. Trots detta såldes F-104 till en rad andra länder, som Västtyskland, Norge, Kanada och Italien. De flesta av dessa länder använde planet som ett höghastighetsjaktbombplan fram till 1980-talet, trots att detta var en uppgift flygplanet inte konstruerats för. I Italien var F-104 i bruk till 2004.
Påfallande många Starfighterplan havererade vilket kostade över 100 tyska piloter livet, och det västtyska inköpet ledde 1966 till Starfighteraffären där försvarsministern Franz Josef Strauss anklagades för att ha drivit igenom inköpet av en oändamålsenlig flygplanstyp. Anklagelserna om mutor kunde aldrig beläggas. Tio år senare uppmärksammades Starfighter, Strauss och Lockheed i den ännu större Lockheedaffären. Även Prins Bernard av Nederländerna anklagades för att ha tagit mutor av Lockheed för att flygplanet skulle väljas trots att bättre alternativ fanns.

## Teknik
F-104 var enmotorigt och konstruerat för överljudshastighet. Det klarade att komma upp i Mach 2. Vingarna var små, vilket gav litet luftmotstånd, men samtidigt gav dålig lyftkraft vid lägre hastigheter. Därför var planet svårt att landa med.
En ovanlig detalj på tidiga versioner var att katapultstolen sköt ut piloten nedåt i stället för uppåt. Anledningen till det var risken att piloten skulle träffas av det höga stjärtpartiet vid en utskjutning. Nackdelen var naturligtvis att man inte kunde använda katapultstolen på låg höjd eller i samband med start och landning. Detta lär ha kostat sammanlagt 21 amerikanska piloter livet när de hamnade i lägen där de hade behövt skjuta ut sig. Konstruktionen ändrades på senare tillverkade plan när man fick tillgång till  en kraftfullare katapultstol som klarade av att skjuta piloten över stjärtfenan.

## Bilder

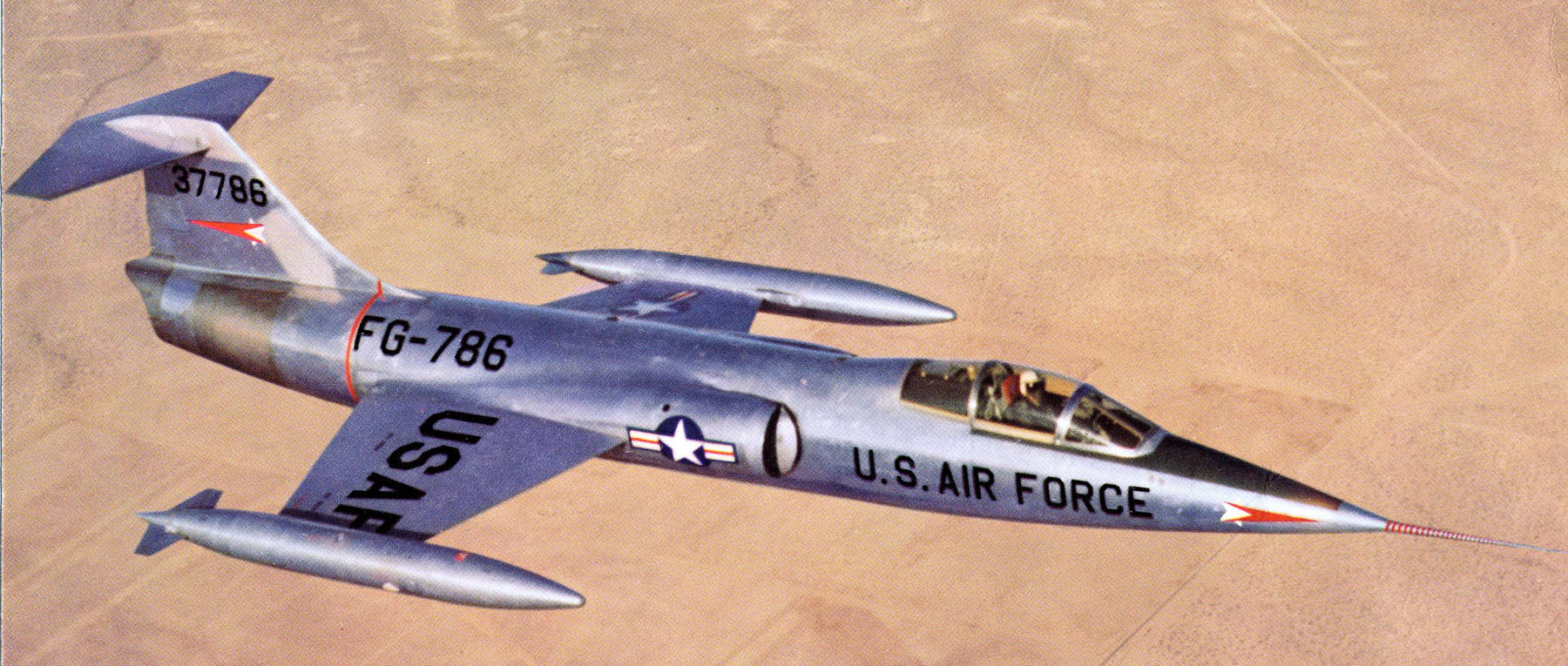
Amerikansk XF-104.
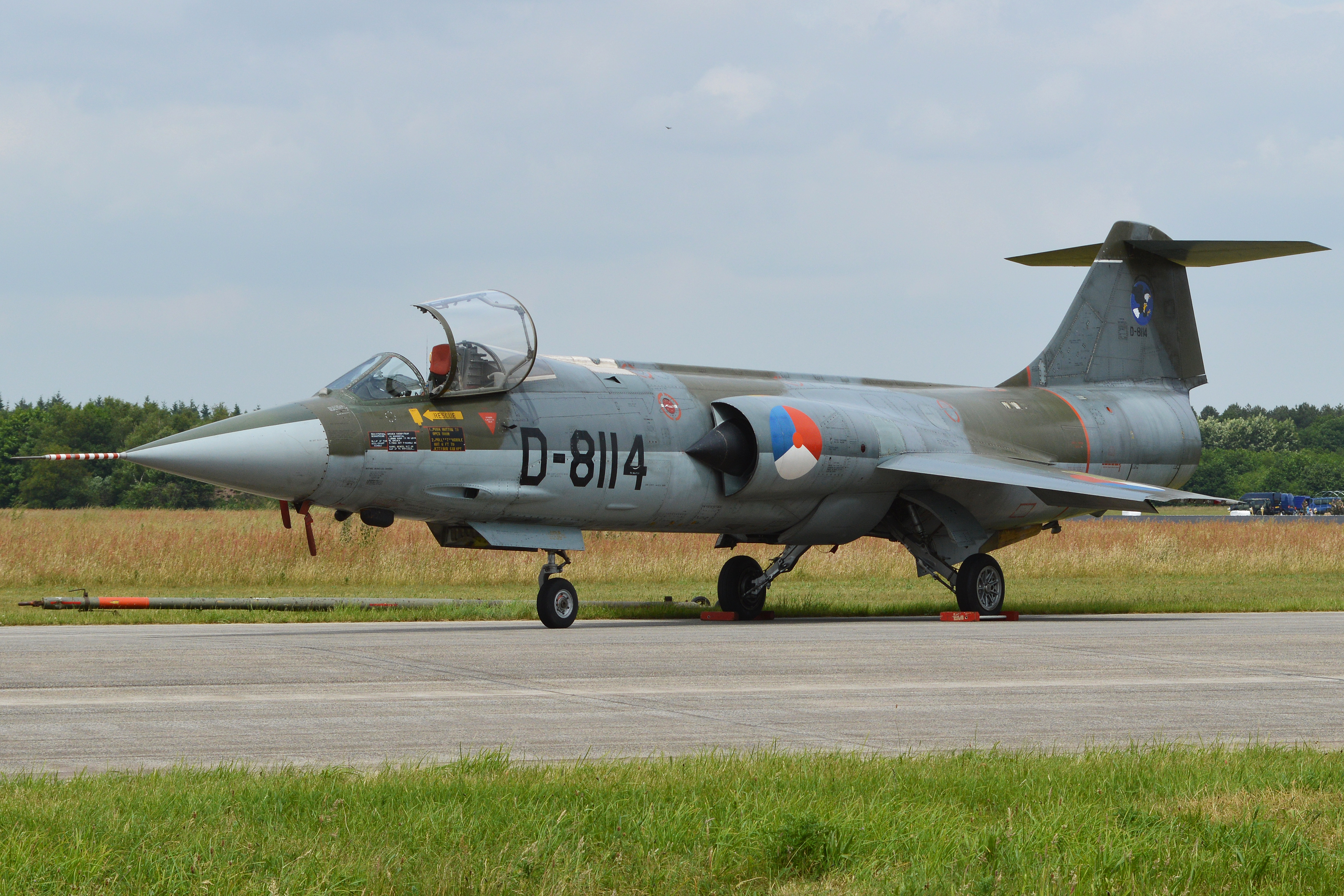
Tjeckisk F-104G.
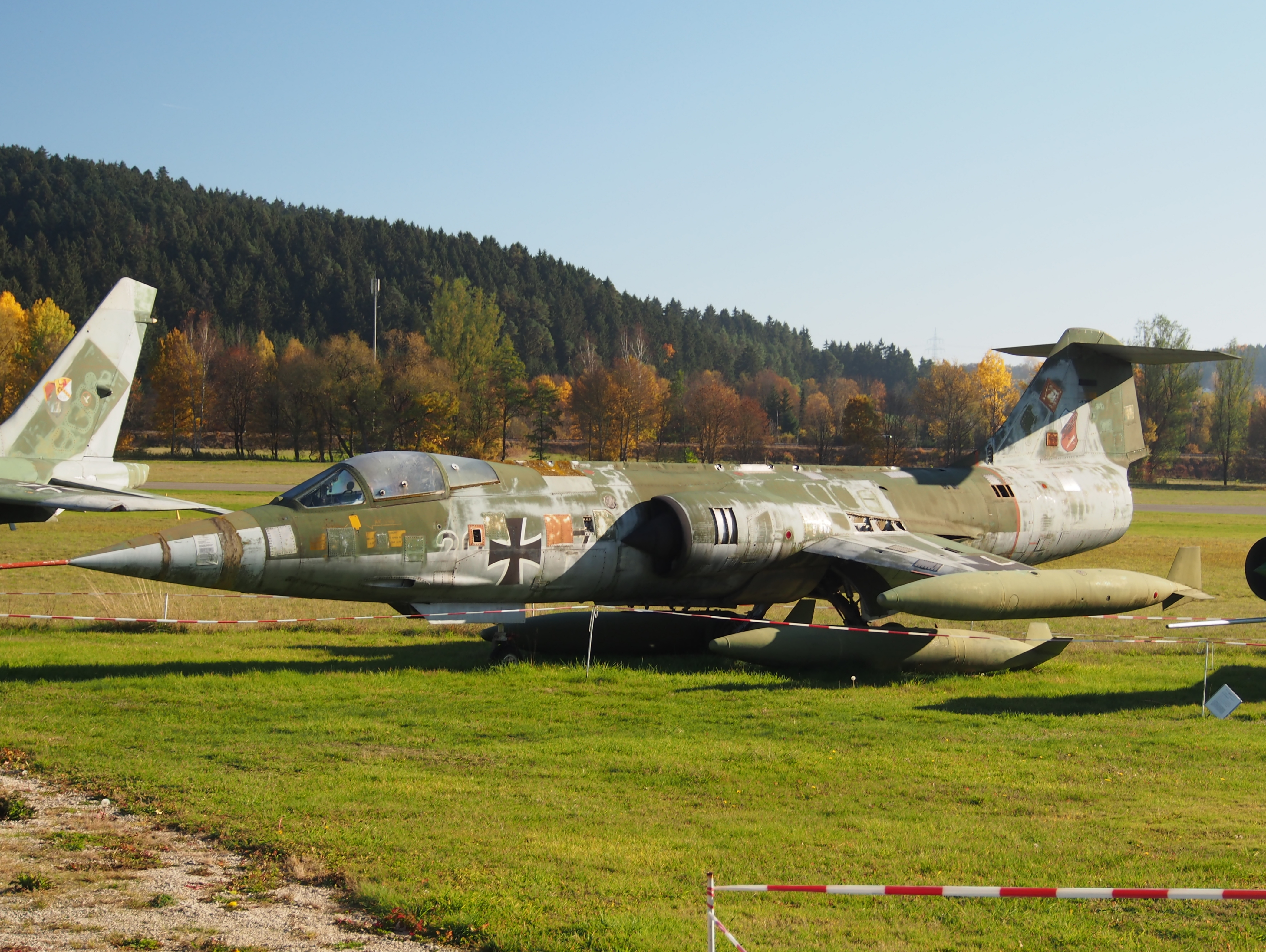
Tysk F-104G.
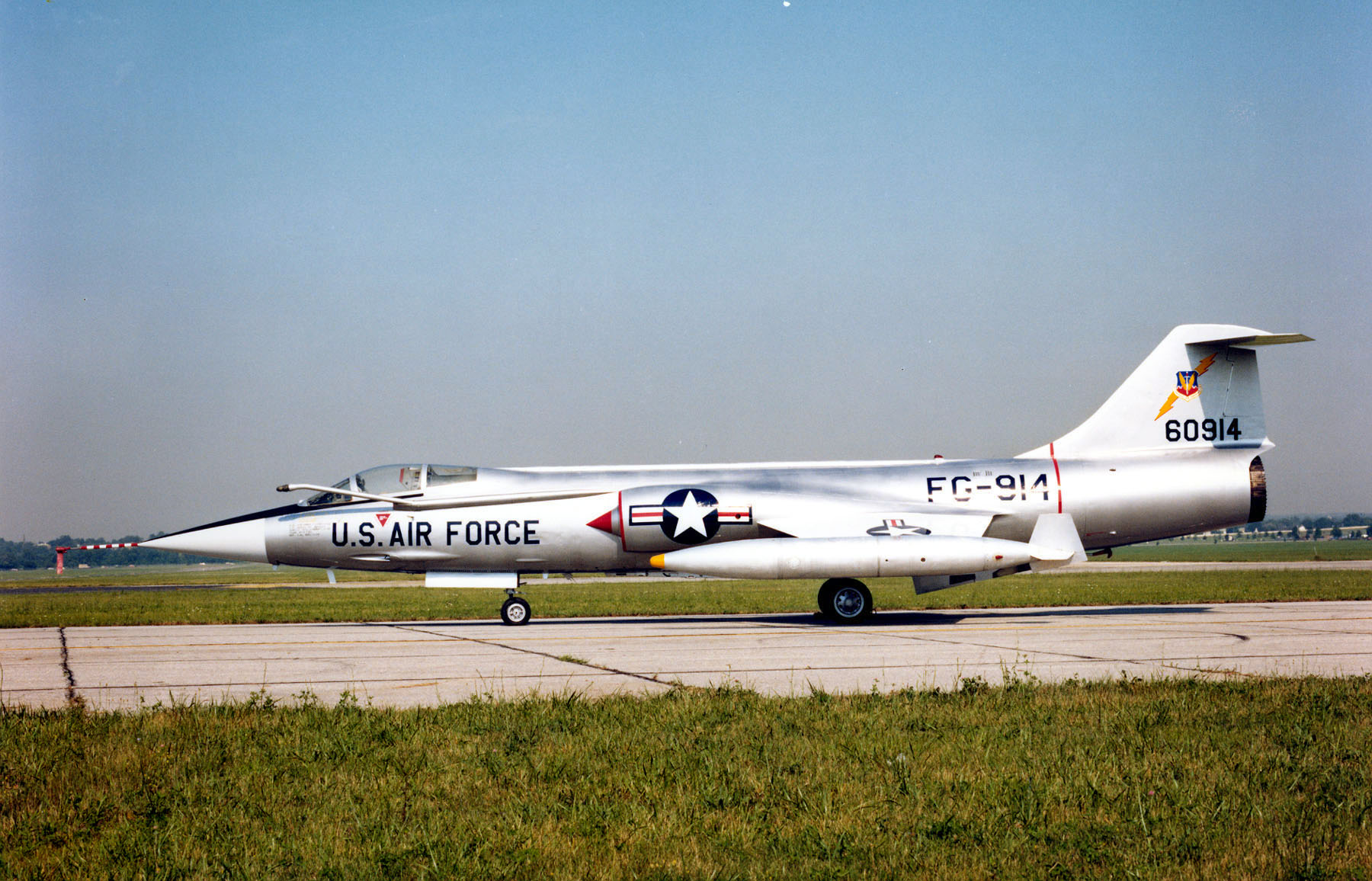
Amerikansk F-104C.
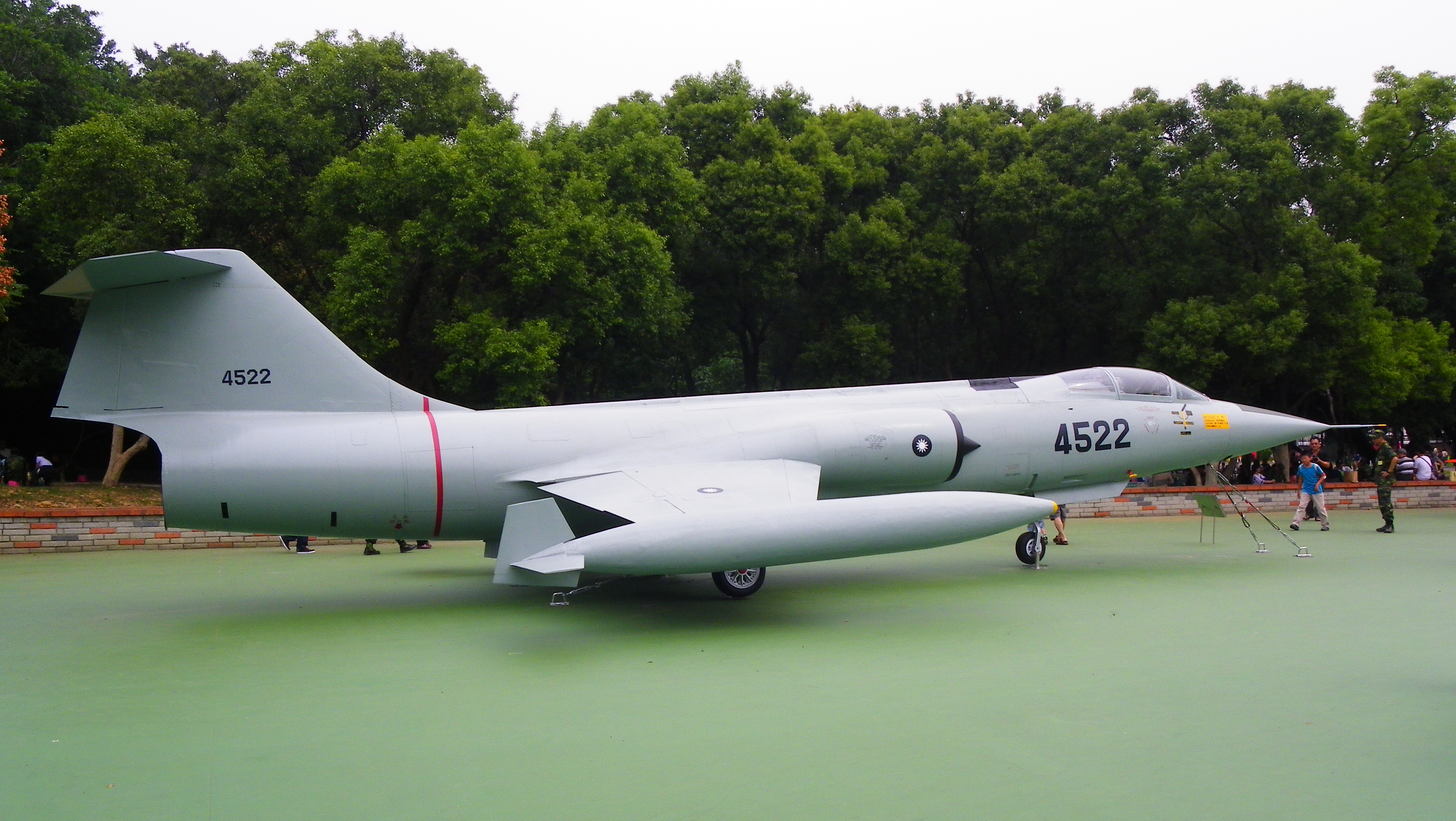
En F-104J från Taiwans flygvapen.
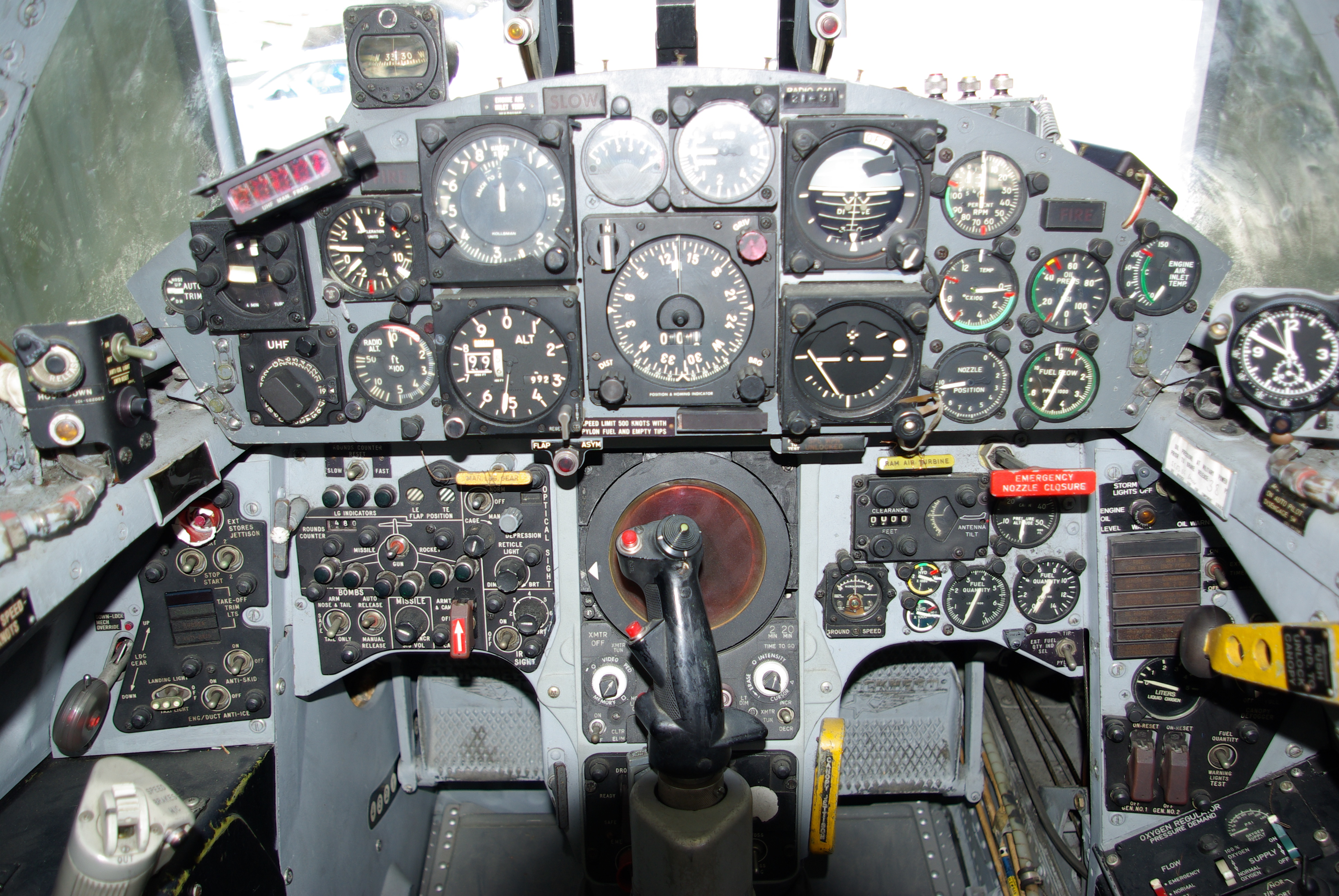
Instrumentbräda i en Lockheed F-104 Starfighter.